# Arrêt d'urgence (automatique)
Pour les articles homonymes, voir Arrêt et Arrêt d'urgence.

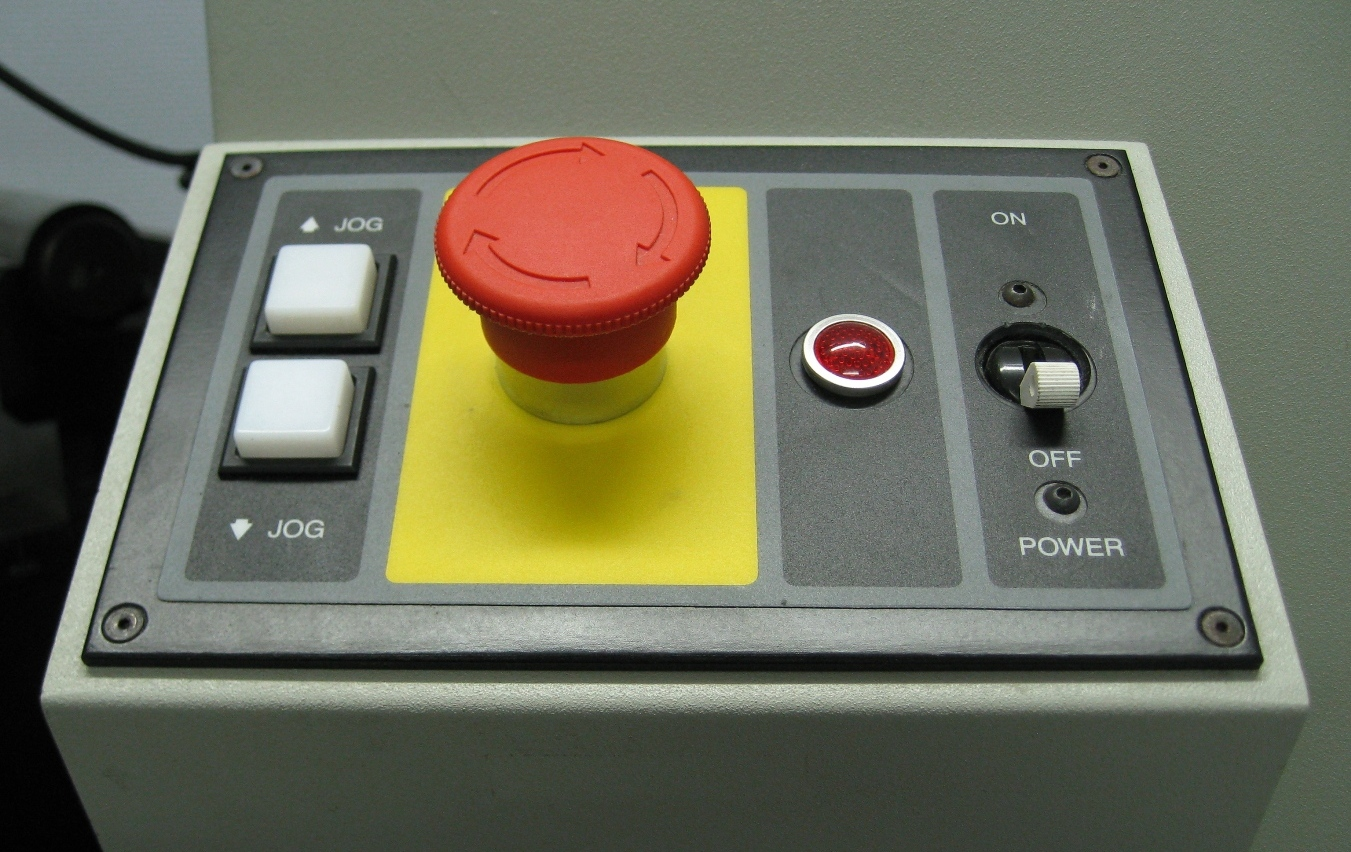
Bouton d'arrêt d'urgence sur un tableau de commande

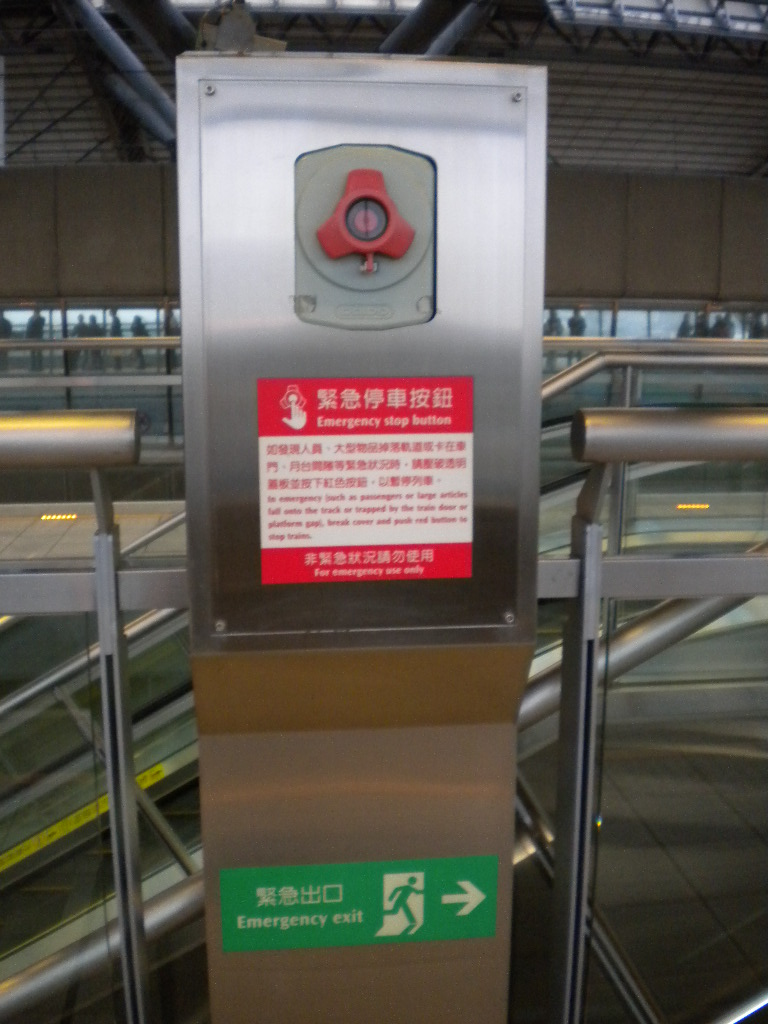
Bouton d'arrêt d'urgence dans une gare de Taiwan

En automatique, l’arrêt d'urgence provoque une mise hors énergie des actionneurs, l'arrêt immédiat de tout processus en cours et informe l'automate de cette situation. L'automate est programmé par une séquence spéciale qui permet au retour du courant (lorsque le bouton d'arrêt d'urgence est désenclenché et les actionneurs réenclenchés) de se trouver en mode non critique et sécurisé pour les opérateurs.
Du fait de son action immédiate, l'arrêt d'urgence permet de protéger ou d'empêcher l'aggravation de l'intégrité de l'automate et/ou de son/ses opérateur(s), en cas d'incident grave non détecté par les systèmes de sécurité de l'automate.
Le bouton d'arrêt d'urgence est un bouton rouge et rond, souvent sur un fond jaune, facilement discernable sur le tableau de commande ; il doit être facilement accessible par la personne. Il est appelé aussi bouton « coup de poing » car il faut une certaine force pour l'actionner mais aussi parce qu'enfoncer brutalement le bouton est un geste simple et à la portée d'une personne qui n'est pas formée à l'utilisation de la machine (dans le cas où l'opérateur ne serait pas en mesure d'effectuer le geste). En anglais, il est appelé emergency stop (ou son abréviation e-stop), kill switch ou panic button.
Le symbole électrique de l'arrêt d'urgence est un champignon (arc de cercle sur ligne droite) sur une tige. La droite de la tige est dans sa partie inférieure le support d'un côté d'un triangle rectangle, dont la pointe est dirigée à l'opposé du champignon et termine la tige. En prolongement de la tige, les pointillés de commande de l'interrupteur. Dans les documentations techniques, il est généralement désigné par la dénomination ARU (pour arrêt d'urgence) ou BAU (bouton d'arrêt d'urgence).
Un contrôle fréquent de son bon fonctionnement est indispensable pour la sécurité.